# 리무진 (노래)
《리무진》은 비오의 노래이자 Show Me The Money 10의 경연곡이다.
리무진은 11월 23일 멜론, 지니, 벅스, FLO 등 국내 주요 음원 차트에서 1위를 차지했다. 이와 관련 '쇼미더머니 10' 제작진은 "이들의 진정성과 노력, 이야기에 대중들이 귀 기울여 주셔서 감사할 따름이다. 모두가 힘든 시기에 힙합이라는 음악 장르로 기쁨을 드릴 수 있게 되어 뿌듯하다. 남은 방송에서 선보일 곡도 많이 기대해 달라"고 전했다.

## 차트
| 차트 (2021)                        | 최고 순위 |
| ---------------------------------- | --------- |
| 대한민국 (가온 디지털 차트) 47주차 | 82        |